# Condado de Rockingham (Virgínia)
O Condado de Rockingham é um dos 95 condados do estado americano de Virgínia. A sede de condado é Lebanon, que é também a sua maior cidade. O condado tem uma área de 1235 km² (dos quais 6 km² estão cobertos por água), uma população de 30 308 habitantes, e uma densidade populacional de 25 hab/km² (segundo o censo nacional de 2000). O condado foi fundado em 1778 e o seu nome é uma homenagem a Charles Watson-Wentworth, 2.º Marquês de Rockingham (1730-1782), por duas vezes primeiro-ministro da Grã-Bretanha (1765-1766, 1782).